# Lanzamiento de cáber
El lanzamiento de cáber es un evento atlético tradicional escocés que consiste en el lanzamiento de un gran tronco de madera, parecido a un poste de teléfono y denominado cáber, caber o kaber (del gaélico escocés cabar).

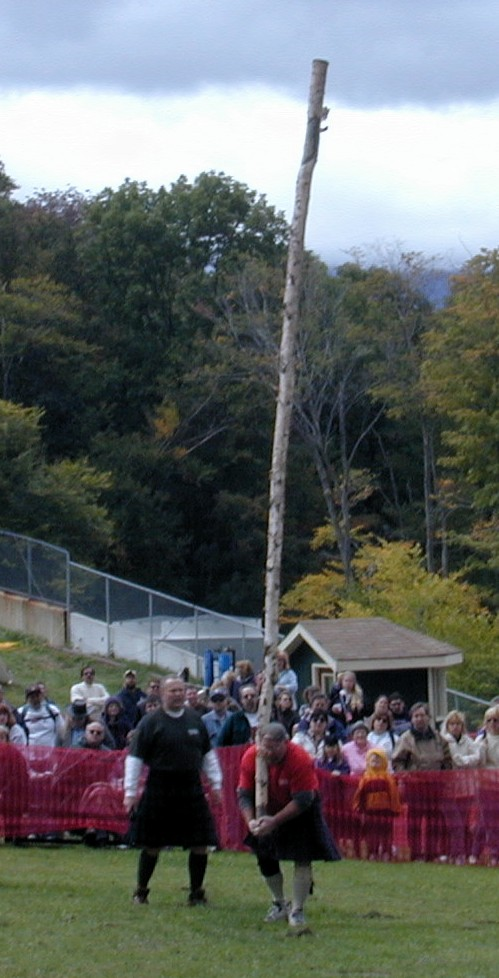
Un lanzamiento de cáber en los Highland games de 2000, Nuevo Hampshire.

## Historia
No se conoce bien la historia del cáber. La forma actual en la que se lanza el cáber viene de principios del siglo XIX. Muchos piensan que el lanzamiento del cáber se originó con el lanzamiento de troncos en batallas o en arrojar troncos a los ríos para construir puentes, o incluso en la industria maderera.

## Reglas y técnica
Para tirar el cáber, primero, el lanzador concentra las palmas de las manos sobre la base del cáber. Después, el cáber se levanta y se mantiene en vilo por la base con las manos juntas conteniéndola. Una vez el cáber en posición vertical y manteniendo el equilibrio con gran destreza, el lanzador corre tomando impulso y arroja el cáber hacia arriba de tal modo que el gran tronco da una vuelta de 180° en el aire en el mismo plano de lanzamiento y cae en lo que era el extremo superior antes de su eyección. Finalmente, debido a que el cáber conserva un momento angular en su impacto con el suelo, la base en la que se apoyaba el lanzador de cáber cae hacia delante y lejos de su ejecutor.
El objetivo no es la distancia de lanzamiento sino ostentar la caída de cáber más directamente alejada del ejecutor después del aterrizaje. Un lanzamiento perfecto termina con la parte de arriba más cercana al lanzador y el extremo base apuntando lo más lejos posible. Si el lanzamiento no es perfecto, se puntúa viendo el cáber como si fuera una manecilla del reloj. Así, la posición ideal sería las 12:00. Un cáber apuntando a las 11:00 sería mejor puntuado que si marcara las 10:30. Si el cáber cae sobre su extremo superior y retrocede hacia el lanzador, la puntuación se establecería en tanto en cuanto al ángulo máximo entre el cáber y el suelo. Un ángulo de 87° se puntuaría más que uno de 75°.
Un cáber tradicional tiene una envergadura aproximada de 5-6 metros (16-20 pies) y un peso que va de 35 a 60 kilogramos (80-130 libras). Por su gran tamaño, y en particular la longitud, se requiere un gran esfuerzo sólo para mantenerlo en equilibrio vertical e incluso se requiere para tirarlo. Para competiciones amateurs se utilizan cábers más ligeros y más cortos de los habituales. En el desarrollo de una competición es normal ver algún cáber rompiéndose en su caída.